# Бентли, Ричард
Ри́чард Бе́нтли (англ. Richard Bentley; 27 января 1662 года, Йоркшир — 14 июля 1742 года, Кембридж) — английский богослов, филолог-классик и критик. Считается основателем английской исторической филологии и научной школы эллинизма. Занимал должность декана (мастера) Тринити-колледжа в Кембридже. Главный труд — издание произведений Горация. Известность также получила его переписка с Ньютоном.

## Ранние годы
Родился в семье зажиточного землевладельца. Получил образование в Уэйкфилдской гимназии и колледже св. Иоанна в Кембридже, который окончил в 1691 году по классической филологии. Затем был принят на службу к епископу Ворчестерскому.

## Оксфорд и Кембридж
С 1692 года преподавал в Оксфорде. В 1692 году, в ходе подготовки к лекциям Роберта Бойля, Ричард Бентли задал Исааку Ньютону вопрос о том, почему, если везде во Вселенной действует гравитация, и звёзды являются материальными объектами, мы не наблюдаем их движения? Ньютон предложил, что звезды кажутся неподвижными из-за бесконечности вселенной и равномерного расположения звезд в ней (как атомов в кристаллической решётке). Однако он также осознал, что такое расположение должно быть нестабильным. Это привело Бентли (и Ньютона) к выводу о том, что в космосе действует активный, разумный и всемогущий Создатель.
В 1694 году стал хранителем Королевской библиотеки и членом Королевского общества. В 1700 году был выбран главой кембриджского Тринити-колледжа, а в 1717 году стал королевским профессором богословия Кембриджа.